# Perdono di Gesualdo
Il Perdono di Gesualdo, conosciuta anche come Pala del Perdono, è un olio su tavola del pittore fiorentino Giovanni Balducci, realizzato nel 1609 su commissione di Carlo Gesualdo, principe di Venosa, musicista e noto compositore di raffinati madrigali. Conservato nella Chiesa di Santa Maria delle Grazie di Gesualdo (in provincia di Avellino), l'opera fu oggetto di importanti restauri alla fine del XX secolo in seguito al terremoto dell'Irpinia del 1980, responsabile della distruzione di gran parte degli edifici.
Testimonianza quasi unica nel campo della pittura religiosa della devozione del principe compositore (un'altra tela che lo raffigura è conservata nella Chiesa Madre di San Nicola, sempre a Gesualdo), la Pala del Perdono è stata oggetto di vari scritti e analisi storiografiche dal secolo scorso: numerose interpretazioni, spesso legate alla "leggenda nera" del musicista assassino di sua moglie adultera Maria d'Avalos e del suo amante Fabrizio II Carafa, hanno conferito un alone di mistero intorno all'opera.
Gli storici dell'arte e i musicologi concordano, all'inizio del XXI secolo, su alcune ambiguità del Perdono, le quali riflettono l'affascinante personalità del suo patrocinante. Si ritiene che in tale opera sia presente l'unico ritratto autentico del nobile campano.

## Storia

### Contesto storico
La realizzazione del Perdono di Gesualdo risponde a un ordine per l'altare maggiore della chiesa attigua al convento dei cappuccini di Gesualdo, la cui costruzione era stata intrapresa dal padre di Carlo, Fabrizio, già a metà degli anni ottanta del Cinquecento.
Questo convento, oggi in gran parte restaurato nelle sue forme originali, si presenta come un complesso monastico di grande bellezza, con annessi un ampio giardino e la chiesa di Santa Maria delle Grazie. Denis Morrier fa notare che questo monastero costituiva "fonte per il Gesualdo di una rendita cospicua". La chiesa reca un'iscrizione volta a ricordare che il principe portò a compimento la sua costruzione nel 1592:
ANNO DOMINI. MDXCII.»
VIII conte di Conza, III principe di Venosa, ha fatto erigere questo tempio dedicato alla Vergine Maria, domicilio di religione e modello di pietà, nell'anno di grazia 1592.»
(Iscrizione all'interno della chiesa)
Il lavoro svolto sotto la direzione del principe compositore comprende in realtà due conventi (uno dei cappuccini, l'altro dei domenicani) con rispettive chiese (Santa Maria delle Grazie, completata nel 1592, e Santissimo Rosario, di cui Carlo Gesualdo non assistette mai al completamento finale).
Catherine Deutsch rimarca come alcuni storici abbiano tentato di trovare un collegamento tra la fondazione di queste istituzioni e l'omicidio ordinato da Carlo Gesualdo appena commesso nel suo palazzo di Napoli, nella notte tra il 16 e il 17 ottobre 1590, ai danni di sua moglie Maria d'Avalos, sorpresa in flagrante delicto di adulterio con Fabrizio Carafa, Duca di Andria. Questa prima interpretazione, legata dunque al tentativo del nobile di implorare misericordia per i suoi peccati recenti, si applica anche al Perdono, carico di figure allegoriche che offrono la possibilità di immaginare più chiavi di lettura. Per Glenn Watkins, le ingenti dimensioni della Pala del Perdono testimoniano una reale cura da parte del patrocinante per la grandezza, oltre che dimostrare il suo fervore religioso.

### Commissione dell'opera
L'identità del pittore è rimasta a lungo incerta: si azzardavano in passato i nomi di Silvestro Bruno e di Girolamo Imparato, due artisti manieristi minori della scuola napoletana. Ulteriori ricerche, avviate a seguito del restauro del dipinto, hanno permesso di attribuire il Perdono di Gesualdo a Giovanni Balducci e alla sua bottega fiorentina. Protetto dal cardinale Alfonso Gesualdo a Roma, che era stato decano del collegio cardinalizio e poi arcivescovo di Napoli nel 1596, questo artista aveva seguito il suo maestro. Lo storico Francesco Abbate considera Giovanni Balducci il pittore ufficiale della famiglia dei Gesualdo in quell'epoca storica.
La data esatta di quando il dipinto andò commissionato non è nota, ma in base alle caratteristiche relative alla rappresentazione, alla disposizione dei personaggi e all'organizzazione dello spazio è stato possibile indicare come anno di conclusione dell'opera il 1609. Malgrado ciò, si è a lungo discusso su quali fossero realmente i canoni seguito dall'artista, oggi tutto sommato ben ricostruiti: Glenn Watkins lo giudica un perfetto esempio di Ars moriendi, dove i temi del giudizio universale e della penitenza appaiono predominanti.
Il musicologo americano, infatti, traccia un profilo drammatico dello stato psicologico in cui versava il Gesualdo durante i primi anni del XVII secolo, trattandosi di "un periodo in cui le pressioni nei suoi confronti dovettero essere state straordinarie". Un bilancio della sua vita passata non poteva recargli alcuna consolazione: il suo primo matrimonio era finito con infedeltà e omicidio, il suo secondo gli aveva lasciato solo una momentanea distrazione prima di deteriorarsi in un rapporto personale insostenibile. Il figlio nato dal suo primo matrimonio rimase lontano da lui e lo trattò come un estraneo. In più, il figlio nato dal suo secondo matrimonio era appena morto nel 1600. Nel 1603, anno di pubblicazione dei suoi due libri di mottetti a cinque e sei voci, la salute del principe pareva così precaria che i suoi parenti si aspettavano che morisse presto.

### Danneggiamento dell'opera
Il dipinto fu danneggiato in modo abbastanza significativo durante il terremoto del 23 novembre 1980, il cui epicentro era non lontano da Conza della Campania, dominio feudale dei Gesualdo nell'odierna provincia di Avellino già nel XV secolo.
Le scosse si rivelarono catastrofiche per i due conventi costruiti per ordine del principe, per il suo castello situato a Gesualdo, invero mai restaurato, così come per il comune, che fece registrare alcuni morti, feriti e sfollati. Gran parte del patrimonio familiare dei Gesualdo, la cui discendenza si era estinta alla morte di Lavinia, moglie di Niccolò Ludovisi e nipote di Carlo, nel 1636, andò irrimediabilmente perduto. Glenn Watkins bolla l'accaduto come cronaca di una perdita la quale deve insegnare che quanto sopravvissuto deve essere considerato ancor più prezioso.

### Restauro

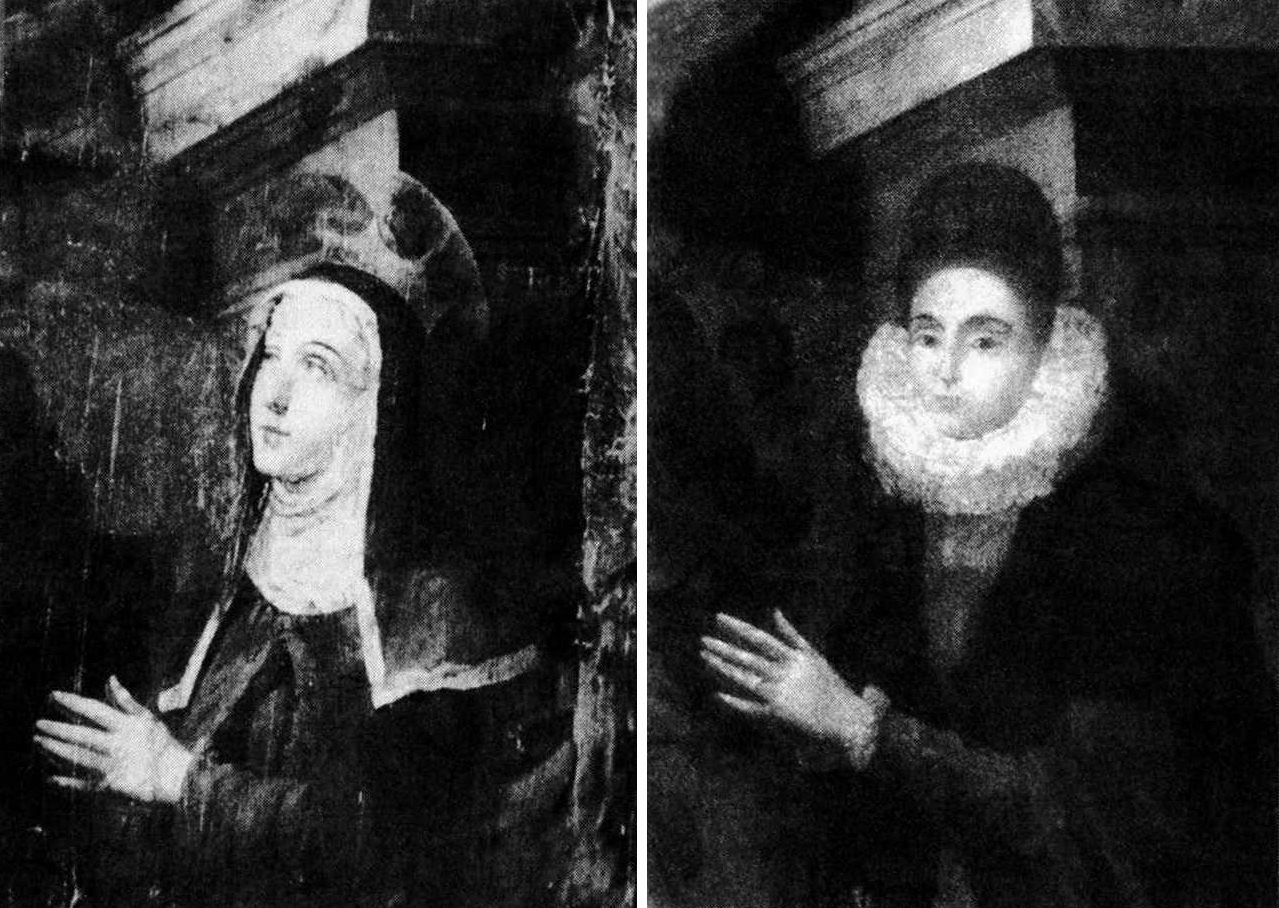
Il restauro del Perdono di Gesualdo ha rivelato il ritratto di Eleonora d'Este (a destra), precedentemente "nascosto" da una clarissa (a sinistra), nel XVII secolo

Il danno al dipinto non si limita alle conseguenze del terremoto del 1980: alla sua prima visita a Santa Maria delle Grazie, nel 1961, Glenn Watkins osservò che il dipinto era stato spostato sul muro a sinistra dell'altare e presentava dei tagli nella parte inferiore sinistra, che interessava la figura del principe compositore, tra l'altro poi riprodotta sulla copertina della prima edizione della sua opera intitolata a Gesualdo, the Man and his Music, nel 1973.
Dopo il terremoto, che distrusse gran parte della chiesa, il dipinto rimase per diversi anni su un fianco poggiato a terra; il lavoro di restauro partì alla fine del 1990 e la tela venne ricollocata nella sua posizione originale nel 1994.
Il lavoro ha portato alla luce una serie di scoperte riguardanti lo stato originale dell'opera, in quanto un braghettone, vissuto di certo in epoca successiva al 1609, seguì i canoni della Controriforma e rivestì i personaggi che risultavano sconvenienti secondo le nuove e ferree regole tridentine. Tra gli altri dettagli che sono stati oggetto di pentimento, la scollatura di Maria Maddalena appare nella sua versione originale più aperta. Tuttavia, l'influenza della Controriforma coinvolse anche altro: l'alterazione più impressionante aveva riguardato la figura di Eleonora d'Este, trasformata in una clarissa in abito monacale.
L'identificazione della principessa di Venosa pose fine a una disputa storiografica e artistica sull'identità della figura femminile. Glenn Watkins riprende due tra le ipotesi più acclarate in passato, ovvero suor Corona, sorella di Carlo Borromeo, e la moglie assassinata da Carlo Gesualdo. L'abito da corte e la gorgiera senza colletto corrispondono agli abiti del Grandato di Spagna indossati dal marito.

## Descrizione e stile

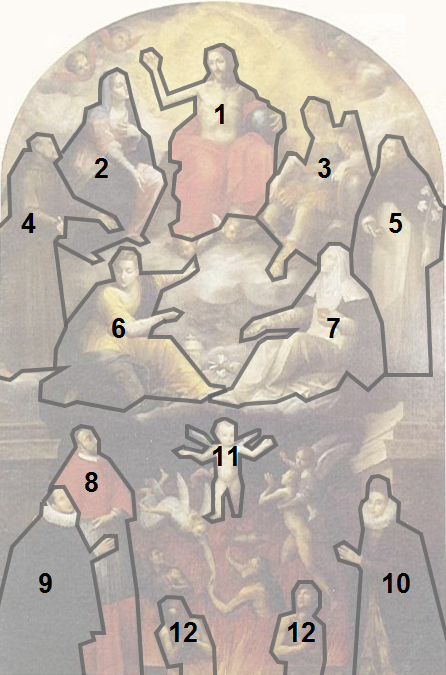
Nella Pala del Perdono, compaiono in cielo: 1. Gesù Cristo, 2. La Vergine Maria, 3. l'arcangelo Michele, 4. Francesco d'Assisi, 5. Domenico di Guzmán, 6. Maria Maddalena,
7. Caterina da Siena.
Sulla terra figurano invece: 8. Carlo Borromeo, 9. Carlo Gesualdo, 10. Eleonora d'Este.
Nel Purgatorio: 11. Il bambino alato,
12. L'uomo e la donna del Purgatorio

Il dipinto raffigura una scena del giudizio universale con dieci personaggi principali, dove Gesualdo appare con la sua seconda moglie e implora Cristo grazie all'intercessione dello zio materno Carlo Borromeo, vestito da cardinale e posto nella posizione di protettore.
Denis Morrier propone una ripartizione della tela su tre livelli:
1. In alto, il Cristo pantocratore, quasi in una mandorla mistica, giudica i vivi e i morti. È circondato da diversi santi, tra i quali si riconoscono la Vergine Maria, "consolatrice degli afflitti" che intercede presso il figlio per il perdono dei peccatori, e Maria Maddalena, simbolo di pentimento;[9]
2. Nella parte centrale, si ammirano il compositore sostenuto dallo zio, Carlo Borromeo. Di fronte a lui c'è sua moglie, Eleonora d'Este, vestita secondo l'abbigliamento femminile del tempo;[24]
3. Nella parte inferiore, si intravede il Purgatorio dove un uomo e una donna stanno aspettando, persi tra le fiamme.[25]

Glenn Watkins, che equipara i due livelli superiori della tela a quelli di una classica sacra conversazione, pone particolare attenzione sulle figure tutelari dell'arcangelo Michele, seduto vicino a Cristo e un po' sbiadito, di Francesco d'Assisi e Domenico di Guzmán, fondatori degli ordini religiosi che occupano i due conventi costruiti da Gesualdo.

### Personaggi
I personaggi raffigurati nel Perdono di Gesualdo si possono suddividere in tre categorie: i membri della famiglia di Carlo Gesualdo, dipinti in maniera realistica, i personaggi sacri, rappresentati secondo canoni classici, e le figure allegoriche, più difficili da interpretare. Il primo gruppo è limitato alla coppia formata dalla principessa e dal principe di Venosa, oltre che e dallo zio di quest'ultimo. La figura restaurata di Eleonora d'Este la mostra, tuttavia, stranamente isolata dal resto dei personaggi.

#### Eleonora d'Este

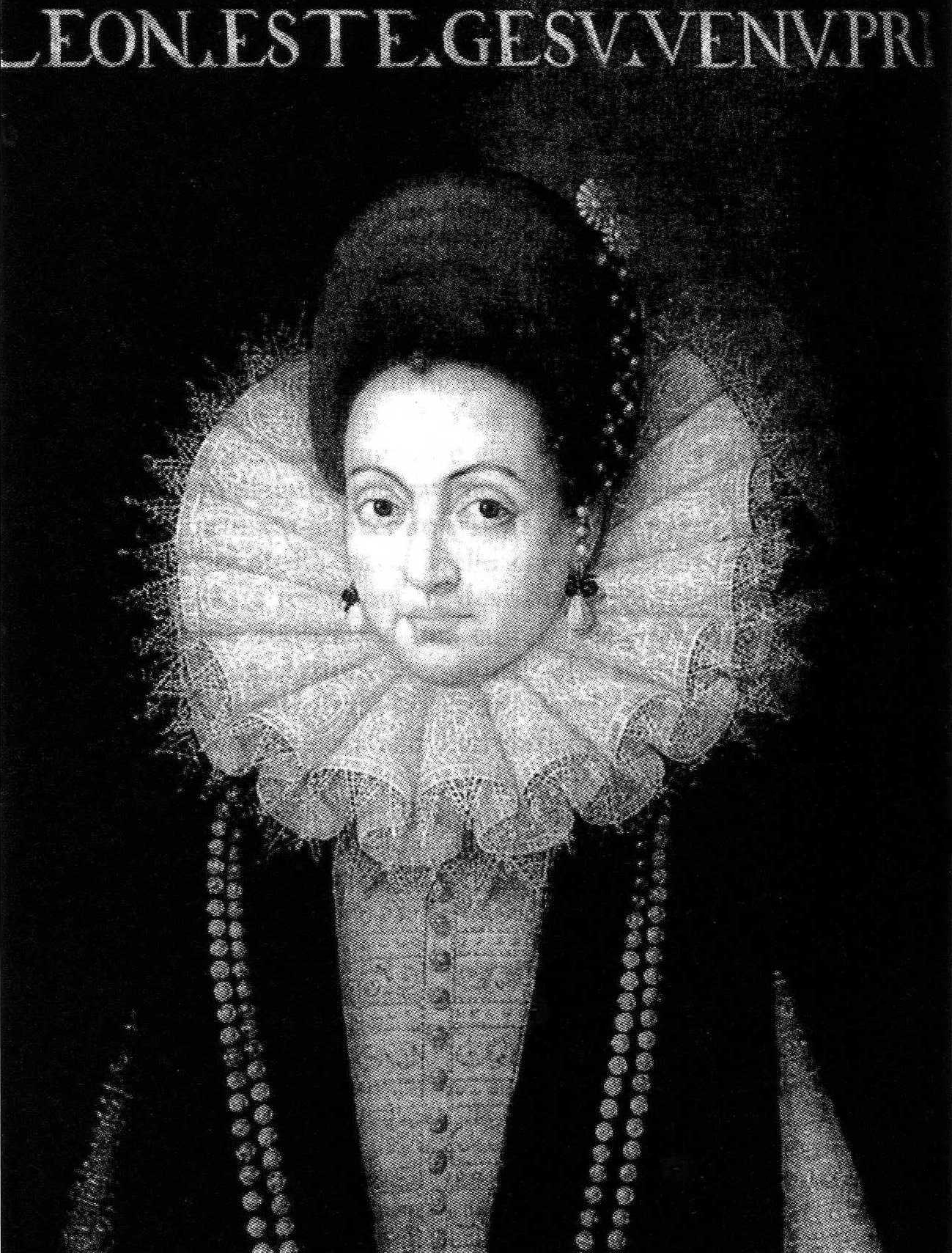
Ritratto di Eleonora d'Este (anonimo, Palazzo Ducale di Modena)

La moglie di Gesualdo è l'unica persona che volge il suo sguardo verso l'osservatore. Da questo punto di vista, la versione modificata nel XVII secolo presentava una certa sintonia con l'atteggiamento degli altri personaggi. Nella sua analisi della Pala del Perdono, Glenn Watkins azzarda la voluta intenzione da parte del Gesualdo, la cui moglie si trova in una posa neutra e di ghiaccio fissando il vuoto, di posizionarla in scena alla stregua di una testimone completamente passiva di queste richieste di perdono.
Le circostanze biografiche relative all'armonia della coppia permettono di far maggior chiarezza: con il sostegno del fratello Cesare d'Este, Eleonora aveva ottenuto dal marito che la lasciasse tornare a corte a Modena, dove rimase prima dall'ottobre del 1607 al novembre del 1608, poi di nuovo dall'ottobre del 1609 al novembre del 1610, non senza irritare Gesualdo, il quale la esortò a fare ritorno alla casa coniugale.
È quindi probabile che il suo ritratto sia stato realizzato non dal vivo, bensì sulla base di uno già esistente, come quello conservato nel museo dedicato alla casa d'Este nel palazzo ducale di Modena.

#### Carlo Gesualdo

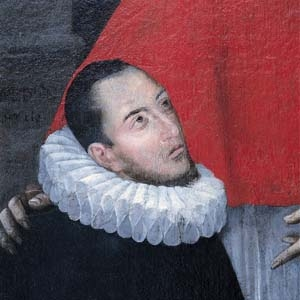
Particolare della Pala del Perdono che mostra il ritratto di Carlo Gesualdo

Il ritratto di Carlo Gesualdo è forse il più eloquente: vestito con una palandrana nera, col viso voltò verso l'alto e appoggiato sulla gorgiera spagnola, lo sguardo cupo nonostante gli occhi grigioazzurri, i capelli tagliati corti, la barba rasata, l'aria austera e le mani giunte. Glenn Watkins gli attribuisce una figura con le guance incavate, degna di Greco.
Nella prima monografia dedicata alla sua figura e intitolata Gesualdo, musician and murderer, nel 1926, Cecil Gray sottolinea che il ritratto del principe "innesca una curiosa e sgradevole impressione per l'osservatore: analizzando i lineamenti del viso, rivela una personalità perversa, crudele, vendicativa e tuttavia fisicamente più debole che forte, quasi addirittura femminile: si tratterebbe tra l'altro proprio del profilo tipico di un uomo tronfio di sé perché discendente da una nobile e longeva famiglia aristocratica".
Alcuni critici più recenti hanno abbracciato il ritratto descritto da Cecil Gray del compositore, ancor più algido di quella della moglie. Su questo punto, il Perdono di Gesualdo risulta di grande interesse per gli storici della musica. In un articolo dedicato ai ritratti di Gesualdo (A Gesualdo Portrait Gallery), Glenn Watkins osserva che esistono, a parte il Perdono del 1609, solo tre ritratti dipinti del compositore. Il primo, rivelato nel 1875 e prodotto verso la fine del XVIII secolo, è così lontano dalle altre rappresentazioni del principe di Venosa che il musicologo non lo ritiene degno di alcuna seria considerazione: Gesualdo appare in quell'occasione grasso, con baffi quasi alla Dalí e un pizzetto appuntito.
Il secondo, probabilmente risalente al XVII secolo ma scoperto all'inizio degli anni Novanta, è stato riprodotto sulle copertine di molte partiture. I nomi e i titoli di Gesualdo sono riportati in caratteri grandi, ma la tela non è stata analizzata, ragion per cui alcuni aspetti rimangono ancora inesplorati.
Un ultimo ritratto, un affresco presente nella Chiesa di San Nicola di Gesualdo, mostra il compositore al seguito di papa Liberio, una spada al fianco, mani giunte e un'espressione un po' criptica, durante una processione di cardinali con sua moglie Eleonora, sotto lo sguardo benevolo della Vergine Maria e di Gesù Bambino. Sebbene formalmente indicata come opera ultimata durante la prima metà del XVII secolo, questo lavoro andò certamente iniziato dopo la morte di Gesualdo.
Secondo alcuni storici, le figure rappresentate sono piuttosto quelle della principessa Isabella Gesualdo di Venosa, nipote del compositore, e del marito Niccolò Ludovisi. Glenn Watkins conclude che il Perdono di Gesualdo dall'altare maggiore di Santa Maria delle Grazie ci offre l'unico ritratto autentico del compositore.

#### Carlo Borromeo
Il ritratto di Carlo Borromeo è interessante per molti versi: la nobile figura del cardinale cattura infatti presto lo sguardo, essendo egli in piedi e facilmente distinguibile per la sua tonaca rossa e la sua cotta bianca al fianco di suo nipote. L'arcivescovo di Milano e padrino di Gesualdo, deceduto il 3 novembre 1584, godette di grande devozione in Italia e in particolare modo da parte del nipote, che lo ammirava molto.
La sua posizione nel dipinto assicura un passaggio tra la sfera terrena, dove sono inginocchiati Leonora d'Este e Carlo Gesualdo, e la sfera celeste, dove i santi dialogano con Cristo per la salvezza della sua anima. Tuttavia, la canonizzazione di Carlo Borromeo da parte di papa Paolo V non ebbe luogo fino al 1610, vale a dire un anno dopo il completamento del dipinto, circostanza che conferisce una risonanza ancora più sentita nella realizzazione di questo lavoro commissionato.

#### Caterina da Siena
La personalità di Caterina da Siena è stata oggetto di grande venerazione in Vaticano e in tutta la penisola, tanto da affascinare il Gesualdo per quanto riguardava la sua lotta contro il demonio.
Morta nel 1380, Caterina da Siena aveva sostenuto papa Urbano VI durante lo Scisma d'Occidente. In segno di gratitudine, Pio II l'aveva canonizzata nel 1461. Glenn Watkins osserva che Urbano VI era napoletano e che la successione di Pio II favorì la nomina del prozio materno di Carlo Gesualdo al trono di San Pietro sotto il nome di Pio IV nel 1559. La presenza di Santa Caterina da Siena appare quindi come una prefigurazione dell'ascensione degli antenati del compositore al papato e alla santità.

#### Maria Maddalena
La presenza di Maria Maddalena ha a lungo confuso gli storici. Tre possibili "Maria" sono state proposte anche per questo personaggio: la "donna peccatrice" menzionata nel Vangelo secondo Luca (7, 37-50), la sorella di Marta e di Lazzaro (10, 38-42) e Maria di Magdala, che appare il riferimento più probabile nel Nuovo Testamento. Maria Maddalena è la prima testimone della risurrezione: Gesù, risorto la mattina del primo giorno della settimana, apparve per la prima volta a Maria Maddalena, da cui aveva scacciato sette demoni (Marco 16, 9).
Maria Maddalena è l'unico personaggio il cui volto è rivolto a Gesualdo e non a Cristo. Nella sfera dei santi, offre una controparte alla figura protettrice di Carlo Borromeo. Il gioco degli sguardi e la posizione delle mani, rispondendo a un canone tipico della pittura barocca, pongono Gesualdo e Cristo Redentore su un asse che assicura la continuità. Cecil Gray nota inoltre una diagonale approssimativa che parte dalla Vergine Maria e dall'Arcangelo Michele e "punta verso Gesualdo" su entrambi i lati di Cristo.
Secondo Glenn Watkins, nel suo lavoro sulla "maledizione di Gesualdo" (The Gesualdo Hex) del 2010, Gesualdo vide per la prima volta in Maria Maddalena la peccatrice che, secondo i Vangeli, aveva ottenuto la salvezza con il potere dell'esorcismo, ed è in questo contesto che è rappresentata nel dipinto, come espressione più personale nella sua ricerca della divina misericordia.

#### Allegorie oleggende nere
Tre figure non identificate hanno particolarmente attirato l'attenzione di numerosi studiosi, ovvero l'uomo, la donna e il bambino alato del Purgatorio. Denis Morrier ritiene che si possa trattare di pure rappresentazioni simboliche. Tuttavia, storici e musicologi hanno proposto vari tentativi di identificazione, prestando un orecchio comprensivo ad alcuni aneddoti che costituiscono la "leggenda nera" del compositore.

## Tecnica
Il lavoro svolto da Giovanni Balducci per ultimare il Perdono di Gesualdo non ha lasciato la critica artistica particolarmente estasiata: in generale, i giudizi espressi sulla tecnica del pittore fiorentino sono infatti poco elogiativi. Secondo Piero Moli, il suo stile artistico, derivato direttamente dagli insegnamenti di Giorgio Vasari e molto simile a quello di Giovanni Battista Naldini, non si svincola dall'attaccamento ai canoni tradizionali di rappresentazione e traspare un'aria assente e malinconica. William Griswold, curatore del Metropolitan Museum of Art di New York, aggiunge che Balducci, artista prolifico, fu profondamente influenzato da Naldini e si dimostrò un timido disegnatore le cui opere, contraddistinte da linee sottili e quasi indecise delle figure, oltre che colori uniformi piuttosto pallidi, non possono essere confuse con quelle dei suoi maestri.
Francesco Abbate presenta il Perdono di Gesualdo come una prestigiosa commissione per un pittore di minore importanza, che non riuscì ad imporsi di fronte all'ampia agorà artistica di Roma e che il suo collega Filippo Baldinucci criticò prontamente, giudicando la sua tecnica pittorica educata e alquanto acerba. Dal XVII secolo fino ai nostri giorni, l'interesse degli storici dell'arte e dei critici musicali si è focalizzato perlopiù sugli aspetti storici derivanti dalla tela.

## Interpretazione
Nella sua analisi della Pala del Perdono, Glenn Watkins presenta le sette figure celesti come partecipanti di una "sacra conversazione circolare", per mostrare immediatamente la loro natura distintiva. Ciò permette di identificare le linee principali della composizione e sottolinea l'importanza che Gesualdo attribuiva a certe reliquie e certi modi di preghiera, non ultima la flagellazione, che ebbe fama anche in epoca successiva.

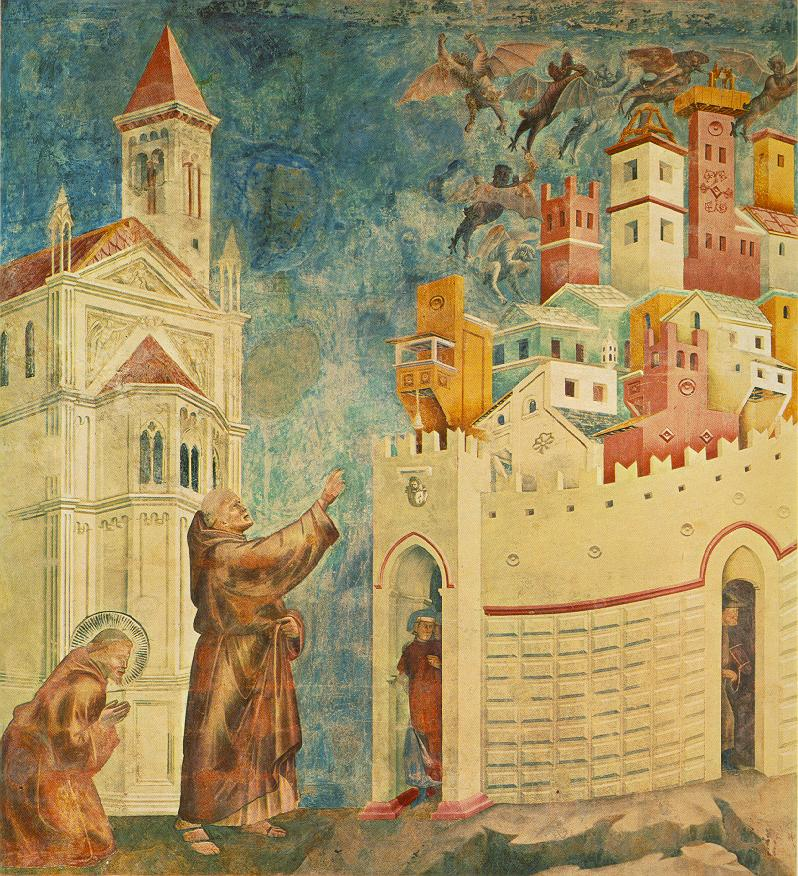
Francesco d'Assisi esorcizza i demoni di Arezzo, affresco di Giotto del XIII secolo

Basandosi sull'influenza esercitata dalla Leggenda Aurea di Jacopo da Varazze, sempre Glenn Watkins rivela un significato nascosto dietro l'opera di carattere esoterico: l'assemblea di santi nel dipinto ha perfettamente senso se si ricorda che tutti, come Gesualdo, erano preda del timore del diavolo o dei demoni in quel tempo, ma su di essi i mortali presenti nell'opera apparivano in grado di trionfare.
Nella sua prima opera, Gesualdo, the Man and his Music, il musicologo americano nota lo scopo per cui erano stati adottati dal principe alcuni ragazzi in età adolescente allo scopo di fustigarlo, ovvero scacciare demoni. Ricorda altresì che l'esorcismo di Francesco d'Assisi dei demoni di Arezzo si dimostrava un leitmotiv molto popolare tra i pittori a partire dal XIII secolo.
Secondo Denis Morrier, la tradizione ha individuato nelle due figure indefinite, una di sesso maschile e l'altra femminile, le anime tormentate di Maria d'Avalos e di Fabrizio II Carafa, duca di Andria, assassinati nel 1590. Una simile interpretazione aveva fatto versare molto inchiostro, sia nei racconti dei cronisti napoletani e romani del XVI secolo che in sonetti, quartine e altre liriche: Torquato Tasso compose tre sonetti e un madrigale su questo doppio omicidio, venendo presto seguito da molti poeti: il topos letterario si prestava invero facilmente ai più disparati racconti. Nel Regno di Francia, Pierre de Bourdeille, signore di Brantôme riprese la storia nel suo Vies des dames galantes (il primo discorso si intitola: Sulle signore che fanno l'amore e i loro mariti cornuti, in lingua originale: Sur les dames qui font l'amour et leurs maris cocus).
Stando a Catherine Deutsch, anche se il viceré cercò di insabbiare la vicenda, da solo o su istigazione del Gesualdo, questo doppio crimine lasciò un'impronta duratura e profonda nella coscienza napoletana, italiana e addirittura, in parte, europea. Denis Morrier definisce l'affare Gesualdo il "crimine del secolo", che ha permesso di far assumere alla reputazione del principe compositore una straordinaria risonanza che circondava il suo gesto.
Senza essere perseguitato dalla giustizia, pagò in una certa misura il prezzo delle sue azioni, trovandosi infatti ostracizzato da parte dell'aristocrazia napoletana: questa ritirata forzata fu il destino di una fetta della famiglia dei Gesualdo, in particolare del padre Fabrizio, morto il 2 dicembre 1591 lontano da Napoli, nel suo castello di Calitri. Al termine di dodici mesi di esilio, Carlo Gesualdo diveniva così capofamiglia all'età di venticinque anni e uno dei più ricchi proprietari terrieri di tutto il Mezzogiorno.
Nell'immaginario popolare, una fama oscura presto circondò il compositore. Delitto e punizione divina, colpa ed espiazione: appena vent'anni dopo la morte del principe, erano già presenti tutti gli ingredienti per l'edificazione mitica del personaggio di Gesualdo, il quale divenne il sanguinario assassino degli scritti storiografici del XIX secolo, il mostro tormentato dalla sua coscienza e dallo spettro di sua moglie.
Per quanto riguarda la figura del piccolo bambino al centro, Denis Morrier classifica tre possibilità. Secondo una tradizione, che trova la sua origine in una leggenda diffusa nel borgo di Gesualdo, la rappresentazione di questo bambino in Purgatorio sarebbe la prova di un secondo assassinio attribuibile a Carlo. Questo racconto popolare infatti rievoca la nascita, dopo quella di don Emanuele intorno al 1587 di un secondo figlio di Donna Maria. Durante la sua prigionia, il principe avrebbe dubitato della sua paternità e avrebbe ucciso questo bambino con le sue stesse mani, coprendo persino le grida del suo bambino torturato con le canzoni dei suoi musicisti e mettendo in scena uno dei suoi macabri madrigali.
Il docu-drama Morte a cinque voci, diretto da Werner Herzog per la ZDF nel 1995, associa a quest'evento il madrigale Beltà, poi che t'assenti del Sesto libro dei madrigali, una composizione, "sulla bellezza della morte" la cui audacia stilistica "disorienta completamente l'ascolto" ancora oggi:
Come ne porti il cor porta i tormenti:

Ché tormentato cor può ben sentire

La doglia del morire,

E un'alma senza core

Non può sentir dolore.»
Tuttavia, per gli storici del XX secolo, è chiaro che questo orribile crimine, ripetuto e modificato molte volte, è solo frutto dell'inventiva degli antichi cronisti. Nessun documento ufficiale lo ha mai confermato.
Tra gli ennesimi racconti diffusisi, ne figurava uno in cui si sosteneva che Maria d'Avalos fosse incinta del duca di Andria quando suo marito la uccise: il bambino nel dipinto rappresenterebbe dunque questa piccola anima persa nel limbo prima di nascere. Anche in questo caso, nessuna testimonianza attendibile può essere citata per confermare questa tesi.
La rappresentazione dell'anima di questo bambino trova un'altra spiegazione, meno sensazionale e più plausibile. Il secondo figlio di Gesualdo, nato dal suo matrimonio con Eleonora d'Este il 20 gennaio 1595 e chiamato Alfonsino in omaggio a duca di Ferrara Alfonso d'Este, era morto il 22 ottobre 1600, cosa che si dimostrò un colpo fatale ai rapporti coniugali della coppia principesca. Secondo Glenn Watkins, è assolutamente ragionevole identificare l'anima del principe Alfonsino in questo bambino con le ali abbastanza spiegate per la sua ascensione dal Purgatorio.
L'ostilità mostrata dai genitori di Eleonora, suo fratello Cesare d'Este in particolare, nei confronti del principe di Venosa si riflette nella loro corrispondenza privata, dove Carlo Gesualdo rappresenta la figura di un vero mostro, arrivando al punto di impedire a sua moglie di assistere il suo giovane figlio nella sua agonia e accusarlo, direttamente o indirettamente, della morte del proprio figlio. Pertanto, i commentatori del Perdono di Gesualdo non hanno potuto fare a meno di associare queste figure allegoriche agli amanti assassinati e a un crimine ancora più orribile: l'infanticidio.

## Retaggio

### L'altra Pala del Perdono e richiami nelle opere del Gesualdo
Il comune di Gesualdo dà vita ogni anno, ad agosto, assai caratteristico: il Pardon del principe Carlo e di suo figlio Emanuele. Nei racconti dei cronisti dall'inizio del XVII secolo, questa cerimonia è legata alla riconciliazione, ma anche alla morte molto prossima dei due principi, nel 1613. Don Ferrante della Mara, cronista delle grandi famiglie napoletane, evoca questo dramma finale della vita di Gesualdo nelle Rovine di case Napoletane del suo tempo (1632):
Il "mutuo perdono di Gesualdo" è esattamente contemporaneo al completamento della Pala del Perdono; infatti, Eleonora d'Este descrive la riunione del padre e di suo figlio in una lettera del 2 marzo 1609, indirizzata a suo fratello Cesare, dicendo: 
Per quanto riguarda la risonanza nelle opere del Gesualdo, Glenn Watkins, che ha lavorato per la riscoperta dei mottetti del compositore, ha tracciato un parallelo tra la musica religiosa realizzata e il dipinto commissionato dal principe. Tra le raccolte di musica religiosa pubblicate a Napoli nel 1603, il libro di Sacrae Cantiones a sei voci include un mottetto unico a sette voci, Illumina nos, oltre alla conclusione e al punto centrale di un'opera composta da un singulari artificio compositae:
Septiformi Paracliti gratia, 
Ut per eam a delictorum tenebris 
Liberati vitae gloria perfruamur.»
Per la grazia settiforme di Paraclito,
Cosicché, liberato da lei dall'oscurità del peccato,
Ci stavamo godendo la gloria della vita.»
(Illumina nos)

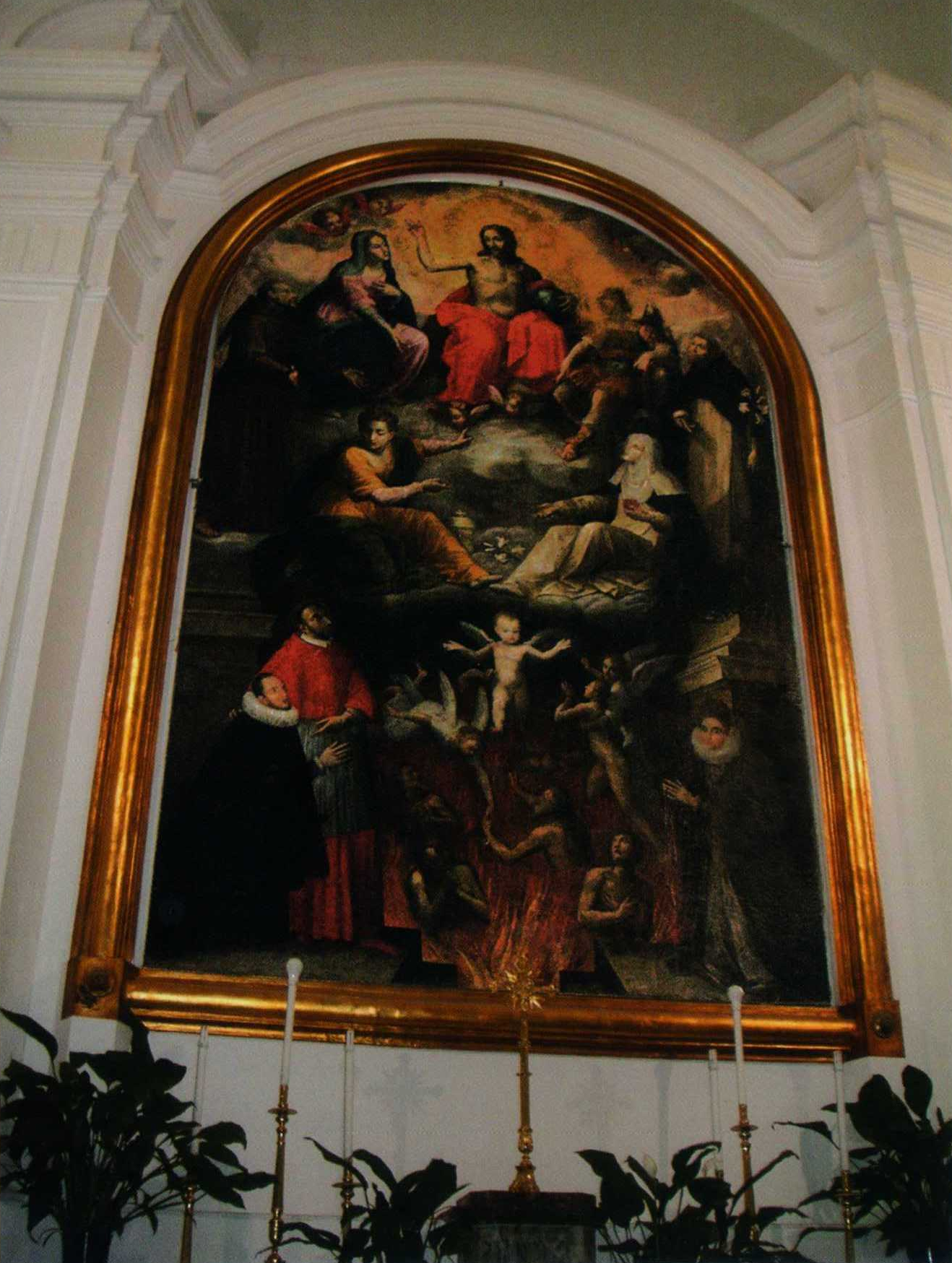
La Pala del Perdono restaurata come visibile oggi a Gesualdo

Nel 1938 vennero elaborate in Italia le prime due edizioni dei primi due libri di madrigali. Dalle ricompilazioni emergeva un richiamo del numero sette, ma era incerto se questo fosse diretto a indicare i sette demoni di Maria Maddalena, la grazia divina septiforme o un contrappunto a sette voci. In una lettera datata 3 giugno 1957 indirizzata a Robert Craft in vista della compilazione dei tre mottetti ricomposti da Stravinskij con il titolo Tres Sacræ Cantiones (Da Pacem Dominates, Assumpta est Maria e Illumina nos), il compositore Ernst Křenek sottolinea quanto, nella tradizione cattolica, lo Spirito Santo sia sempre associato al numero sette. L'origine sembra essere stata legata alla profezia di Isaia dove le "sette grazie" sono concesse allo spirito del Signore (Isaia XI, 2).
Glenn Watkins propone di leggere nel mottetto  Assumpta est Maria come un equivalente musicale della rappresentazione della Vergine Maria, seduta alla destra di Cristo e circondato da cherubini nel Perdono di Gesualdo.
Le sottigliezze del linguaggio musicale di Gesualdo in termini di armonia e contrappunto, l'uso espressivo di dissonanze e scale cromatiche, un uso ben consapevole di madrigalismi e numeri simbolici nei suoi pezzi religiosi, apre la strada a un'interpretazione più intensa, più personale, del messaggio della Passione, a metà strada tra la liturgia e multimedialità.
Infatti, Glenn Watkins ha individuato un altro parallelo tra la musica religiosa di Gesualdo e il Perdono del 1609, da un'attenta lettura del frontespizio del Tenebrae Responsoria (o Risposte di tenebre per la settimana santa) pubblicato nel 1611 da Giovanni Giacomo Carlino nel palazzo di Gesualdo.
Questa è l'unica occasione, per un'opera pubblicata durante la sua vita, in cui il principe di Venosa firma esplicitamente una raccolta col suo nome e dei suoi titoli, oltre a inscriverla implicitamente nel mondo della musica, della letteratura e delle arti. È chiaro che questo testo e questa musica devono essere stati composti per essere cantati in un luogo segnato da due commissioni estremamente personali: la chiesa di Santa Maria delle Grazie nell'ambito dell'architettura, e il Perdono nel campo della pittura.

### Influenza nel XX secolo
Nella sua opera La terribile e spaventosa storia del Principe di Venosa e della bella Maria, composta nel 1999 per l'opera dei pupi siciliana, Salvatore Sciarrino si conclude con un canto finale realizzato scientemente in stile pop. In esso, vi è una chiara allusione al Perdono di Gesualdo e alla sua composizione sospesa tra Paradiso e Inferno:
Un particolare parziale del Perdono, che mostra il compositore, Carlo Borromeo, Maria Maddalena e il figlio alato nel Purgatorio, è stato selezionato come copertina della copia in formato CD oggi disponibile del secondo libro delle Sacrae Cantiones: l'opera è stata realizzata dal compositore e musicologo inglese James Wood nel 2013 nel 400º anniversario della morte di Carlo Gesualdo.